# Oost-Fivelgo
Oost-Fivelgo was een landbouwgebied in de Nederlandse provincie Groningen, dat in 1957 werd gevormd uit het landbouwgebied Klein-Oldambt, waartoe de toenmalige gemeenten Termunten en Delfzijl werden gerekend. Hieraan werd de toenmalige gemeente Appingedam toegevoegd. Het gebied ging in 1991 op in de Oostelijke Bouwstreek in Groningen.